# Сариджаз (хребет)
Сариджаз или Саръджаз (на киргизки: Сарыжаз кырка тоосу; на казахски: Сарыжаз жотасы; на руски: Сарыджаз) е планински хребет в Централен Тяншан, разположен на територията на Киргизстан (Исъккулска област) и Казахстан (Алматинска област). Простира се от запад на изток на протежение от 113 km и ширина до 16 km, между реките Саризжаз (Аксу, лява съставяща на Тарим) на север и левият ѝ приток Инилчек на юг. На изток се свързва с Меридионалния хребет. Максимална височина връх Семьонов 5816 m, (42°16′34″ с. ш. 80°07′07″ и. д. / 42.276111° с. ш. 80.118611° и. д.), разположена в източната му част, на границата между Киргизстан и Казахстан. Изграден е основно от метаморфни шисти, мраморизирани варовици и гранити. По северният му склон се спускат ледниците Семьонов и Мушкетов, от които води началото си река Саризжаз, а по южното му подножие и успоредно на него „тече“ ледника Северен Инилчек. В средата на хребета е разположен прохода Тюз (4001 m), по който от май до октомври се прекарват стада овце на паша.

## Топографска карта
- К-44-А М 1:500000[2]